# Parafia św. Józefa Oblubieńca Najświętszej Maryi Panny w Jedlni-Letnisku
Parafia św. Józefa Oblubieńca NMP – rzymskokatolicka parafia w Jedlni-Letnisko, należąca do dekanatu Radom-Północ w diecezji radomskiej.

## Historia
- Przy stacji kolejowej Jedlnia powstała w latach 1905 - 1908 niewielka kaplica pw. Wniebowzięcia NMP, wzniesiona  z cegły, z przeznaczeniem dla miejscowych wczasowiczów. Zbudowano ją staraniem dr. Zygmunta Płużańskiego oraz Karola Wickenhagena, Ludwika Żerańskiego, Aleksandra Sobeckiego i Franciszka Hertela. Posługę duszpasterską sprawowali tam księża z parafii pw. św. Jana w Radomiu lub księża przebywający tam na urlopie. Parafia erygowana została 28 kwietnia 1921 r. przez bp. Mariana Ryxa. Pierwotna nazwa parafii to Myśliszowice, od 1929 Piotrowice, a od 1961 Jedlnia-Letnisko. W latach 1924–1926, staraniem ks. Władysława Kropikiewicza, do istniejącej murowanej kaplicy dobudowano drewniany kościół (od tego momentu pierwotna kaplica stanowi prezbiterium obecnej świątyni). Jest budowlą orientowaną, jednonawową, z drewna sosnowego, zbudowaną w stylu zakopiańskim.

## Terytorium
- Do parafii należą: Aleksandrów, Antoniówka, Gzowice-Folwark, Jedlnia-Letnisko, Kolonka, Piotrowice, Siczki, Wrzosów[1].

## Proboszczowie
- 1921–1939 – ks. Władysław Korpikiewicz
- 1939–1961 – ks. Marian Nowakowski
- 1961–1966 – ks. Jan Kubkowski
- 1966–1971 – ks. Jan Bania
- 1971–1979 – ks. Stanisław Resztak
- 1979–1999 – ks. Zygmunt Lewiński
- od 1999 – ks. kan. Andrzej Margas